# فرودگاه و بالگردگاه شهر شفیلد
فرودگاه و بالگردگاه شهر شفیلد (به انگلیسی: Sheffield City Airport & Heliport) یک فرودگاه همگانی است . این فرودگاه در شهر شفیلد کشور انگلستان قرار دارد و در ارتفاع ۷۰ متری از سطح دریا واقع شده است.